# Перелік пам'яток культурної спадщини, що не підлягають приватизації (Тернопільська область)
У Тернопільській області до переліку пам'яток культурної спадщини, що не підлягають приватизації, внесено 70 об'єктів культурної спадщини України.

## Тернопільська міська рада
| Найменування пам'ятки          | Час створення  | Місце розташування                           | Охоронний номер |
| ------------------------------ | -------------- | -------------------------------------------- | --------------- |
| Келії Монастиря домініканів    | 1749-1779 роки | м. Тернопіль, вул. Гетьмана Сагайдачного, 14 | 637/2           |
| Старий замок                   | 1540 рік       | м. Тернопіль, вул. Замкова, 12               | 634             |
| Будинок «Міщанського братства» | 1903 рік       | м. Тернопіль, вул. Князя Острозького, 11     | 16              |

## Бережанський район
| Будинок магістрату                          | середина XIX сторіччя | м. Бережани, вул. Банкова, 4     | 91      |
| Житловий будинок (мур.)                     | початок XIX сторіччя  | м. Бережани, вул. Вірменська, 4  | 19-Тр   |
| Вірменський костел (мур.)                   | 1764 рік              | м. Бережани, вул. Вірменська, 6  | 82/1-Тр |
| Дзвіниця костелу (мур.)                     | 1764 рік              | м. Бережани, вул. Вірменська, 6  | 82/2-Тр |
| Ратуша                                      | 1803-1811 роки        | м. Бережани, пл. Ринок, 1        | 638     |
| Комплекс замку:                             |                       |                                  |         |
| замок                                       | 1554 рік              | м. Бережани, вул. І. Франка      | 641/1   |
| замковий костел-усипальниця                 | 1554 рік              | м. Бережани, вул. І. Франка      | 641/2   |
| Будинок «Рідна школа»                       | середина XIX сторіччя | м. Бережани, вул. Т. Шевченка, 1 | 78-М    |
| Миколаївський костел монастиря бернардинів: | 1630-1683 роки        | м. Бережани, вул. Костельна, 1   | 643     |
| келії монастиря бернардинів                 | 1716-1742 роки        | м. Бережани, вул. Костельна, 1   | 643/2   |
| Мисливський палац з ландшафтним парком      | 1760-1770 роки        | с. Рай, вул. Раївська, 67        | 644     |

## Борщівський район
| Вали городища                    | IX сторіччя                       | с. Дзвенигород       | 1563  |
| Замок (руїни):                   | 1518 рік, середина XVIII сторіччя | смт Скала-Подільська | 645/0 |
| замковий палац                   | середина XVIII сторіччя           | смт Скала-Подільська | 645/1 |
| порохова башта                   | XVI сторіччя                      | смт Скала-Подільська | 645/2 |
| Давньослов'янський печерний храм | XI-XII сторіччя                   | с. Монастирок        | 1569  |

## Бучацький район
| Замок                                                 | XIV сторіччя   | м. Бучач, вул. Замкова    | 651 |
| Ратуша                                                | 1750 рік       | м. Бучач, Майдан Волі     | 650 |
| Будинок колишньої гімназії, в якій навчався В. Гнатюк | XVIII сторіччя | м. Бучач, вул. Шкільна, 4 | 263 |

## Збаразький район
| Монастир бернардинців:                | 1627 рік            | м. Збараж, вул. Незалежності, 8           | 662/0 |
| костел                                | 1627 рік            | м. Збараж, вул. Незалежності, 8           | 662/1 |
| келії                                 | 1627 рік            | м. Збараж, вул. Незалежності, 8           | 662/2 |
| дзвіниця                              | 1627 рік            | м. Збараж, вул. Незалежності, 8           | 662/3 |
| Замок:                                | 1631 рік            | м. Збараж, вул. Богдана Хмельницького, 28 | 661/0 |
| палац                                 | 1631 рік            | м. Збараж, вул. Богдана Хмельницького, 28 | 661/1 |
| в'їзна вежа                           | 1631 рік            | м. Збараж, вул. Богдана Хмельницького, 28 | 661/2 |
| каземати замку                        | 1631 рік            | м. Збараж, вул. Богдана Хмельницького, 28 | 661/3 |
| парк                                  | XIX сторіччя        | м. Збараж, вул. Богдана Хмельницького, 28 | 661/4 |
| Млин                                  | XIX сторіччя        | м. Збараж, вул. Данила Галицького, 8      | 156   |
| Адміністративний будинок              | кінець XIX сторіччя | м. Збараж, вул. Богдана Хмельницького, 6  | 139   |
| Адміністративний будинок              | кінець XIX сторіччя | м. Збараж, вул. Богдана Хмельницького, 7  | 140   |
| Адміністративний будинок              | кінець XIX сторіччя | м. Збараж, вул. Богдана Хмельницького, 22 | 141   |
| Адміністративний будинок              | кінець XIX сторіччя | м. Збараж, вул. Богдана Хмельницького, 24 | 142   |
| Комплекс монастиря тринітаріїв        | XVIII сторіччя      | м. Збараж, вул. А. Чехова, 1              | 128   |
| Комплекс палацово-парковий            | 1720 рік            | смт Вишнівець                             | 663   |
| Замок (руїни)                         | XIV сторіччя        | с. Старий Збараж                          | 1586  |
| Церква Спаса Преображення Господнього | 1600 рік            | с. Залужжя                                | 664   |

## Кременецький район
| Будинок житловий                   | XVIII сторіччя          | м. Кременець, вул. Базарна, 7         | 670    |
| Палац графині Дзембовської         | кінець XVIII сторіччя   | м. Кременець, вул. М. Драгоманова, 8  | 56-Тр  |
| Монастир ордену реформаторів:      | середина XVIII сторіччя | м. Кременець, вул. Дубенська, 2       | 1591/0 |
| собор Богоявленський               | 1760 рік                | м. Кременець, вул. Дубенська, 2       | 1591/1 |
| корпус чернечий                    | 1760 рік                | м. Кременець, вул. Дубенська, 2       | 1591/2 |
| дзвіниця                           | початок XX сторіччя     | м. Кременець, вул. Дубенська, 2       | 1591/3 |
| огорожа мурована                   | XIX сторіччя            | м. Кременець, вул. Дубенська, 2       | 1591/4 |
| Замок (руїни)                      | XIV-XVI сторіччя        | м. Кременець, вул. Замкова            | 666    |
| Будівля міського магістрату        | початок XIX сторіччя    | м. Кременець, вул. Б. Козубського, 6  | 48     |
| Колегіум єзуїтський:               | 1731-1743 роки          | м. Кременець, вул. Ліцейна, 1         | 667/0  |
| костел Святого Ігнатія Лойоли      | 1731-1743 роки          | м. Кременець, вул. Ліцейна, 1         | 667/1  |
| корпус навчальний південний        | 1743 рік                | м. Кременець, вул. Ліцейна, 1         | 667/2  |
| корпус навчальний північний        | 1743 рік                | м. Кременець, вул. Ліцейна, 1         | 667/3  |
| парк                               | 1809 рік                | м. Кременець, вул. Ліцейна, 1         | 667/4  |
| Житловий будинок «Близнята»        | XVIII сторіччя          | м. Кременець, вул. Медова, 3          | 671    |
| Будинок, у якому жив Ю. Словацький | XVIII сторіччя          | м. Кременець, вул. Ю. Словацького, 16 | 669    |
| Собор Святого Миколая:             | 1636-1832 роки          | м. Кременець, вул. Т. Шевченка, 57    | 668/1  |
| келії собору                       | XVIII сторіччя          | м. Кременець, вул. Т. Шевченка, 53    | 668/2  |
| Почаївська лавра:                  | XVIII-XX сторіччя       | м. Почаїв, вул. Возз'єднання, 8       | 672/0  |
| собор Успіння Пресвятої Богородиці | 1771-1784 роки          | м. Почаїв, вул. Возз'єднання, 8       | 672/1  |
| собор Святої Трійці                | 1912 рік                | м. Почаїв, вул. Возз'єднання, 8       | 672/2  |
| келії монастирські                 | 1771-1780 роки          | м. Почаїв, вул. Возз'єднання, 8       | 672/3  |
| будинок архієрейський              | 1820-1825 роки          | м. Почаїв, вул. Возз'єднання, 8       | 672/4  |
| дзвіниця                           | 1861-1871 роки          | м. Почаїв, вул. Возз'єднання, 8       | 672/5  |
| корпус надбрамний                  | 1835 рік                | м. Почаїв, вул. Возз'єднання, 8       | 672/6  |

## Підволочиський район
| Замок                                      | 1630 рік            | м. Скалат        | 675 |
| Родинний будинок акторів Курбасів-Яновичів | кінець XIX сторіччя | с. Старий Скалат | 762 |

## Теребовлянський район
| Замок (руїни) | 1631 рік           | м. Теребовля, вул. Підзамче     | 676 |
| Палац         | XVIII-XIX сторіччя | смт Микулинці, вул. Галицька, 2 | 680 |

## Тернопільський район
| Будинок родини Крушельницьких | друга половина XIX сторіччя | с. Біла | 871 |